# Bolbohamatum syncopator
Bolbohamatum syncopator är en skalbaggsart som beskrevs av Jan Krikken 1980. Bolbohamatum syncopator ingår i släktet Bolbohamatum och familjen Bolboceratidae. Inga underarter finns listade.